# Batumi-Stadion
Das Batumi-Stadion (durch Sponsoring offiziell Adjarabet Arena, georgisch აჭარაბეთ არენ) ist ein Fußballstadion in der zweitgrößten georgischen Stadt Batumi, Hauptstadt der autonomen Republik Adscharien. Nach der Boris-Paitschadse-Dinamo-Arena in Tiflis ist es das zweite Stadion des Landes, welches die Anforderungen der UEFA-Stadionkategorie 4 erfüllt. Die neue Fußballarena in der Hafenstadt ist das größte Stadion außerhalb der Hauptstadt Tiflis. Mit seiner weißen, geschwungenen Fassaden- und Dachkonstruktion erinnert es leicht an das Stade Vélodrome in Marseille.

## Geschichte
Bis 2006 trug der FC Dinamo Batumi seine Heimspiele im mittlerweile abgerissenen Zentral-Stadion der Stadt aus. Man wich danach in die Chele Arena in Kobuleti, 28 Kilometer nördlich von Batumi, aus. Im Westen des Ferienorts am Schwarzen Meer wurde ein Platz für ein Stadion gefunden. Die bevorzugte Nord-Süd-Achse (für das Sonnenlicht) war aus Platzgründen nahezu unmöglich. Auf der einen Seite begrenzte eine Straße den Platz. Auf der anderen Seite stehen Wohnblöcke, die heute kaum 30 Meter vom Stadion entfernt sind. Dadurch musste die Sitzanordnung auf den unteren Stadionecke minimal geändert werden. Der Entwurf stammt vom türkischen Büro Bahadır Kul Architect, das in der Heimat u. a. für das Gaziantep Stadyumu, das Eskişehir Yeni Atatürk Stadı oder das Konya Büyükşehir Stadı verantwortlich war. Der Neubau ist auf 20.035 Sitzplätze ausgelegt. Tagsüber erstrahlt das Stadion in schlichten Weiß. Die Fassade aus Membranstreifen ist mit einer LED-Lichtanlage ausgestattet, die nachts eine dynamische Lightshow in verschiedene Farben erzeugen kann. Es lassen sich sogar Bilder und Schriften darstellen. Über jede der vier Tribünen wölbt sich das Dach, ebenfalls mit Membranstreifen, zur Mitte hin und fällt zu den Ecken ab. Die Zuschauer sind zahlenmäßig etwa gleich auf dem Ober- (9995 Plätze) wie dem Unterrang (10.040 Plätze) verteilt. Um das Stadion sollten auf der Fläche von 87.000 m² rund 1000 Parkplätze entstehen. 2016 sollte das endgültige Aussehen des Batumi-Stadions feststehen und Ende des Jahres der Grundstein gelegt werden. Die Ausschreibung verzögerte sich bis in den Dezember 2017. Es wurde mit 34 Monaten Bauzeit gerechnet.
Mitte Dezember 2018 wurde der Vertrag mit dem Bauunternehmen Anagi Construction Company unterzeichnet. Nach der Räumung des Grundstücks konnten die Arbeiten beginnen. Am 21. Januar 2018 wurde der erste Spatenstich gesetzt. Das Stadionäußere ist inspiriert durch die Liebe der Georgier zum Tanz. Die Fassade erweckt den dynamischen Eindruck eines Wirbels wie den Drehungen im adscharischen Kampftanz Khorumi. Das Stadion besteht vom Fundament bis zum oberen Sitzrang zu einem großen Teil aus großen Betonelementen. Der Unterrang wurde hingegen fast komplett aus vorgefertigten Betonteilen gebaut. Im Februar 2019, eineinhalb Jahre vor dem Fertigstellungstermin, waren fast schon die gesamten Betonarbeiten abgeschlossen. Die tragende Stahlkonstruktion für das Dach war ebenfalls an ihrem Platz. Erste Membranteile wurden verbaut. Die Zahl der Parkplätze hatte sich auf 1200 erhöht. Das Budget für einen Stadionbau mit rund 20.000 Plätzen der UEFA-Kategorie 4 liegt bei relativ niedrigen 99,5 Mio. Georgische Lari (GEL, etwa 33 Mio. Euro). Der Bau ging im August 2019 in seine Endphase. Die Arbeiten gingen so schnell voran, dass die Einweihung im Januar 2020 stattfinden sollte. Bei der Vertragsunterzeichnung ging man noch vom November des Jahres aus. Es gab Gespräche mit dem georgischen Fußballverband GFF und der UEFA über die Arbeitsfortschritte und die Pläne für den weiteren Bau. Die bis dahin ausgeführten Arbeiten entsprachen den Standard und Anforderungen der UEFA.
Am 7. Dezember 2019 besuchte der Premierminister Giorgi Gacharia mit Tornike Rijvadze, Regierungsvorsitzender von Adscharien, und Lewan Kobiaschwili, Präsident des GFF, die Baustelle. Dabei gab Gacharia bekannt, dass das Batumi-Stadion im März 2020 übergeben werden soll. Als Stadion der UEFA-Kategorie 4 dürfen nicht nur Partien des FC Dinamo Batumi in der neuen Fußballarena ausgetragen werden, sondern auch Länderspiele der georgischen Fußballnationalmannschaft. Die wichtigsten Arbeiten wurden ausgeführt. Es mussten noch einige Sitze auf dem Oberrang und auf dem kompletten Unterrang montiert werden sowie der Innenausbau erledigt werden. Seit 2006 war die Stadt ohne Stadion. Mehrere fehlgeschlagene Ausschreibungen und Konzeptänderungen führten zu jahrelangen Verzögerungen bis 2018 der Bau des Batumi-Stadions begann. Ende Februar 2020 wurde die LED-Lichtinstallation an der Fassade getestet, abgenommen und ist seitdem voll einsatzfähig. Der Test der Anlage war eine der letzten Arbeiten im Stadion. In den Stadionecken im Nordosten und Südwesten wurden die beiden Videoanzeigetafeln montiert. Die Flutlichtanlage ist seit Dezember 2019 einsatzbereit. Die letzten Tätigkeiten betrafen die Installationen und Einrichtung der Presseplätze und der Unternehmensbereiche im Stadion.
Durch die COVID-19-Pandemie war eine offizielle Einweihung nicht möglich. Mit den letzten Arbeiten ließ man sich Zeit. Anfang Juli 2020 bestätigt der Investor die Fertigstellung des Baus. Zu diesem Zeitpunkt wurden nur noch Sicherheitssysteme für Innen und Außen sowie für den Brandschutz installiert. Alle Einrichtungen und Einrichtungsgegenstände sowie Installationen in den Logen werden von den Firmenkunden genutzt. Die Montage der blauen Kunststoffsitze auf den Rängen wurde im Januar des Jahres beendet. Der Naturrasen wurde schon Monate vorher verlegt. Der Bau dauerte insgesamt 27 Monate.
Am 27. Oktober 2020 wurde die 141 Mio. GEL (etwa 37 Mio. Euro) teure Fußballarena in Batumi von Premierminister Giorgi Gacharia ohne Zuschauer eröffnet. Am 21. November 2020 trafen der FC Dinamo Batumi und der FC Dila Gori zur ersten Partie aufeinander. Im Dezember des Jahres wurde das Stadion als eines von vier georgischen Stadien der U-21-Fußball-Europameisterschaft 2023 in Georgien und Rumänien ausgewählt.
Im Juni 2021 wurde bekannt, dass ein Sponsor für die neue Fußballarena gefunden wurde. Das Online-Glücksspielunternehmen Adjarabet wurde in einer Auktion der Namensgeber. Wie das Ministerium für Finanzen und Wirtschaft von Adscharien mitteilte, zahlte das Unternehmen 8,7 Mio. GEL (rund 3,1 Mio. Euro) für die Rechte. Adjarabet darf, neben dem Recht des Stadionnamens, jährlich Werbung für 1,75 Mio. GEL (624.825 Euro) zu schalten.
Am 10. Juli 2022 trafen die Rugby-Union-Nationalmannschaften von Georgien und Italien in der Adjarabet Arena aufeinander. Die Georgier gewannen die Partie bei den Mid-year Internationals 2022 mit 28:19. Es war der erste Sieg gegen eine Mannschaft der Six Nations.
Die Adjarabet Arena war eines der Stadien der U-21-Fußball-Europameisterschaft 2023 und war u. a. am 8. Juli Schauplatz des Endspiels.

## Fußball-Länderspiele
- 02. Sep. 2021:  Georgien –  Kosovo 0:1 (Qualifikation zur Fußball-WM 2022) – Zuschauer: 122[13]
- 09. Okt. 2021:  Georgien –  Griechenland 0:2 (Qualifikation zur Fußball-WM 2022) – Zuschauer: 0[14]
- 11. Nov. 2021:  Georgien –  Schweden 2:0 (Qualifikation zur Fußball-WM 2022) – Zuschauer: 6800[15]
- 25. Mär. 2023:  Georgien –  Mongolei 6:1 (Freundschaftsspiel) – Zuschauer: 8000[16]
- 28. Mär. 2023:  Georgien –  Norwegen 1:1 (Qualifikation zur Fußball-EM 2024) – Zuschauer: 20.300[17]
- 16. Nov. 2024:  Georgien –  Ukraine 1:1 (UEFA Nations League 2024/25) – Zuschauer: 19.120[18]

## Rugby-Union-Länderspiele
- 10. Juli 2022:  Georgien –  Italien 28:19 (Mid-year Internationals 2022)

## Galerie

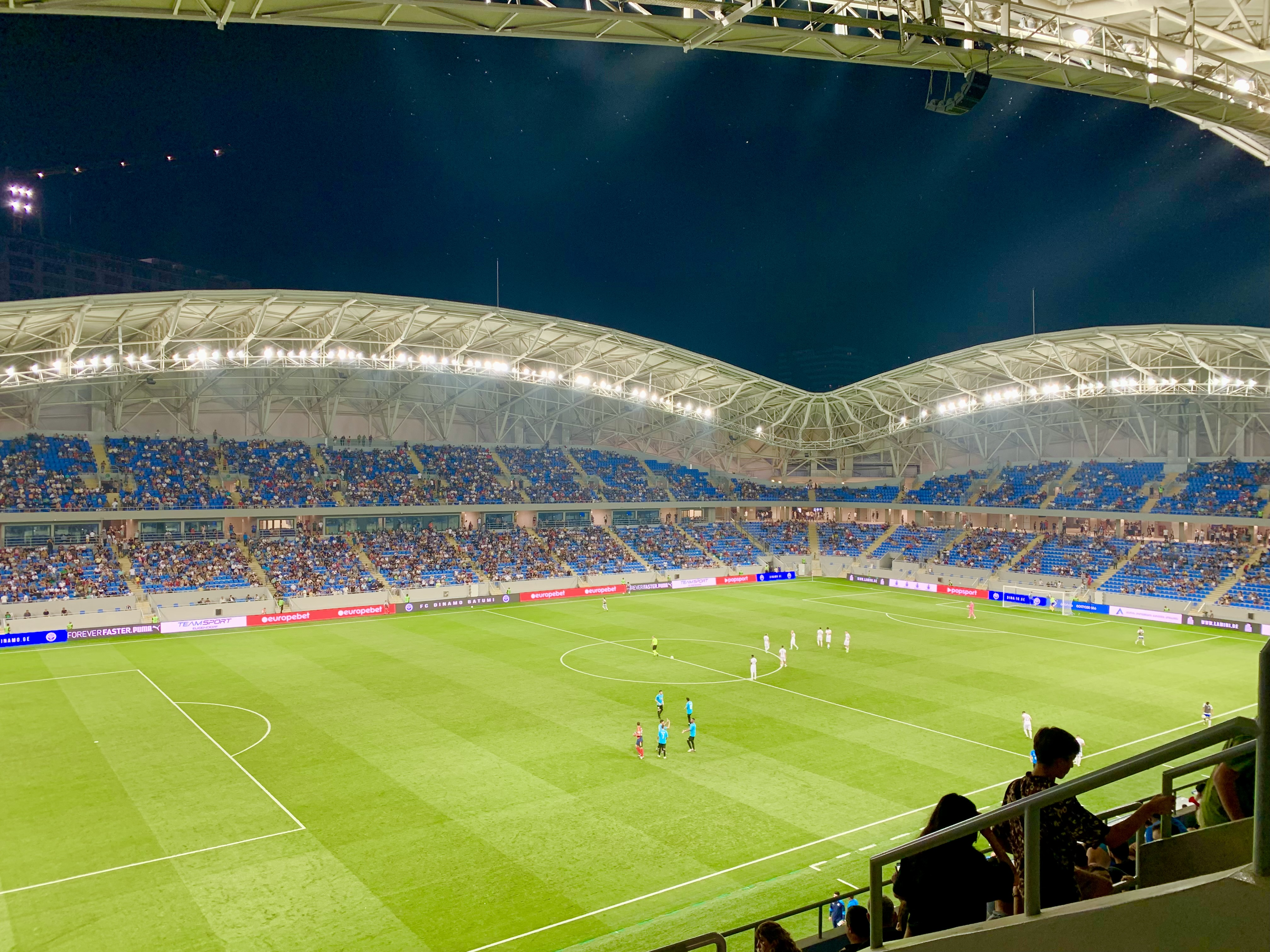
UEFA Europa Conference League 2021/22 im Juli 2021
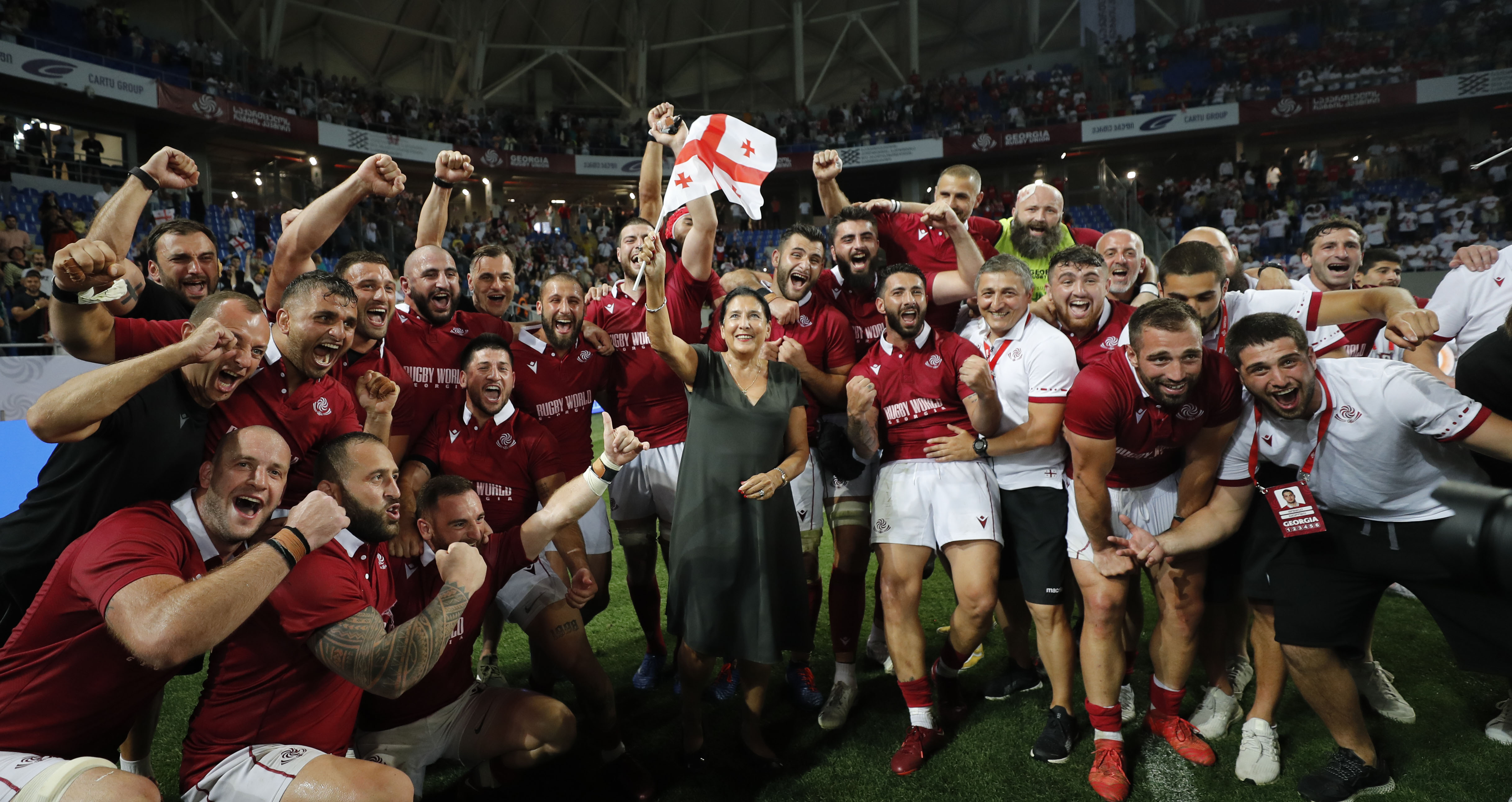
Staatspräsidentin Salome Surabischwili am 10. Juli 2022 mit den Spielern der georgischen Rugby-Union-Nationalmannschaft nach dem ersten Sieg gegen Italien (28:19)